# ケンドラ・サンダーランド
ケンドラ・サンダーランド（Kendra Sunderland、1995年6月16日 - ）は、アメリカ合衆国のポルノ女優、アダルトモデル。

## 来歴
1995年6月16日、オレゴン州セイラムで生まれ、2013年にウェスト・セイラム高校を卒業。同年、オレゴン州立大学に入学し、ビジネスと経済学を専攻した。大学入学当初から、コーバリスでウェイトレスとして、またカムガールとして働き始めた。
大学の図書館でカムガールとして自慰行為の撮影を行ない、彼女は広く知られる事となった。2時間以内に30万回近く再生され、700ドルの利益を得た。しかし2015年1月、匿名ユーザーがPornhubにこの動画を投稿し、地元の有名人として認知されると、警察はこの動画を追跡し、2015年1月27日に彼女を公然わいせつ罪で逮捕した。この逮捕のニュースがネット上に爆発的に拡散され、ポルノ業界への扉が開かれた。
同年、PLAYBOY誌とペントハウス誌から写真撮影のオファーを受けた。後者は5月のペントハウス・ペットとしてであった。
2015年、ヴィクセン・スタジオのオーナーであったグレッグ・ランスキー監督の下、ポルノ女優としてデビューした。
2016年8月、ヴィクセン・スタジオの初代エンジェル・オブ・ザ・マンス（Vixen Angel of the Month）に選ばれた。また、2017年のヴィクセン・エンジェル・オブ・ザ・イヤー（Vixen Angel of the Year）も獲得した。
2017年、初のノミネートでミック・ブルーとともに、『Natural Beauties』でAVNアワード最優秀男女セックスシーンを受賞した。また最優秀セックスシーンとウェブスター・オブ・ザ・イヤーのカテゴリでXBIZ賞にもノミネートされた。

## 出演作の一部
- 2016: Natural Beauties Vol. 1 (Cover Star)
- 2016: Young & Beautiful Vol. 2
- 2015: Interracial Icon Vol. 5
- 2017: Kendra's Obsession (Cover Star)
- 2017: Interracial Icon Vol. 6
- 2017: Racks Vol. 2 (Cover Star)
- 2017: Young & Beautiful Vol. 5
- 2018: Interracial Icon Vol. 9
- 2018: Black & White Vol. 14
- 2018: Blacked Raw V13
- 2018: Club VXN Vol. 1, 3 (Cover Star)
- 2018: Natural Beauties Vol. 10
- 2019: Young & Beautiful 8
- 2019: Interracial Icon 13
- 2019: Threesome Fantasies Vol. 4, 7
- 2019: Racks Vol. 3
- 2020: Blacked Raw V27

## 受賞とノミネーション
| 年   | 賞           | 結果       | 部門                                 | 作品                 | 脚注   |
| ---- | ------------ | ---------- | ------------------------------------ | -------------------- | ------ |
| 2017 | AVNアワード  | 受賞       | Best Boy/Girl Sex Scene              | Natural Beauties     | [ 8 ]  |
| 2017 | XBIZ賞       | ノミネート | Best Sex Scene – All-Sex Release     | Natural Beauties     | [ 9 ]  |
| 2017 | XBIZ賞       | ノミネート | Web Star of the Year                 | N/A                  | [ 9 ]  |
| 2018 | AVNアワード  | ノミネート | Best Boy/Girl Sex Scene              | Kendra's Obsession   | [ 10 ] |
| 2018 | AVNアワード  | ノミネート | Best Girl/Girl Sex Scene             | Unexpected Feelings  | [ 10 ] |
| 2018 | AVNアワード  | 受賞       | Best Three-Way Sex Scene - B/B/G     | Kendra's Obsession   | [ 11 ] |
| 2018 | XBIZ賞       | ノミネート | Best Sex Scene — Vignette Release    | Young & Beautiful 2  | [ 12 ] |
| 2019 | AVNアワード  | ノミネート | Best Group Sex Scene                 | Interracial Icon 9   | [ 13 ] |
| 2019 | XRCOアワード | ノミネート | Orgasmic Oralist                     | N/A                  | [ 14 ] |
| 2020 | AVNアワード  | ノミネート | Best Foreign-Shot Boy/Girl Sex Scene | Cheating on Vacation | [ 15 ] |
| 2020 | AVNアワード  | ノミネート | Best Three-Way Sex Scene – B/B/G     | Blacked Raw 13       | [ 15 ] |
| 2020 | XBIZ賞       | ノミネート | Best Sex Scene — Vignette            | Blacked Raw 13       | [ 16 ] |